# Skräpvetenskap
Med skräpvetenskap (en. junk science) avses dåligt utförd vetenskap eller "vetenskap" som utförs utan strikt metodologi, till exempel brist på falsifierbarhet. Begreppet används även om icke trovärdiga tolkningar och slutsatser som dras av studier med låg evidensgrad, exempelvis av epidemiologiska studier som påvisar låg relativ risk (under 2 eller 100% som tumregel). Detta kopplar området tätt till det naturvetenskapliga fältet där falsifierbarhet är viktigt och randomiserade studier anses mest trovärdiga, till skillnad mot de hermeneutiska och tolkande humanvetenskaperna där man istället för falsifierbarhet diskuterar andra aspekter av trovärdighet.
Skräpvetenskap används också som en nedsättande beteckning på forskning som drivs av att söka nå ett på förhand uppsatt resultat, som implicerar att forskaren har en egen agenda som färgar experiment, metoder och tolkning av resultat, vilka därmed inte blir reproducerbara. Det finns dock, till skillnad från fallet med pseudovetenskap, ingen vedertagen definition på vad som är skräpvetenskap, motsatsen sägs vara "sund vetenskap". En polemisk position till skräpvetenskapen är scientismen, vilken används som kritik mot en överdriven tro på (natur)vetenskapen.
I boken Trust Us, We're Experts från 2001 menar de politiska aktivisterna John Stauber och Sheldon Rampton att termen "skräpvetenskap" har kommit att användas i företags propaganda för att håna vetenskapliga resultat som står i vägen för kortsiktiga vinster. De skriver att industrier har startat kampanjer för att framställa vissa teorier som "skräpvetenskap" för allmänheten, kampanjer i vilka de ofta själva misslyckas med att använda den vetenskapliga metoden. Tobaksindustrin har till exempel använt termen "skräpvetenskap" och ovan nämnda tumregel för att beskriva forskning som tidigt gav svaga indikationer på negativa effekter av rökning och passiv rökning, och använde så kallad astroturfing.

## Källhänvisningar
Den här artikeln är helt eller delvis baserad på material från engelskspråkiga Wikipedia, tidigare version.
1. ↑  “Relative risks of 2 have a history of unreliability” - Robert Temple, M.D. Food and Drug Administration Journal of the American Medical Association (JAMA), Letters, September 8, 1999
2. ↑  "An association is generally considered weak if the odds ratio [relative risk] is under 3.0 and particularly when it is under 2.0, as is the case in the relationship of ETS and lung cancer." - Dr. Kabat, IAQC epidemiologist.